# Jovan Cvijić
Jovan Cvijić (11. říjen 1865, Loznica - 16. leden 1927, Bělehrad) byl srbský vědec, začínal studiem geografie a geologie, postupně však přesouval svůj zájem k otázkám etnologickým a sociologickým. Své práce psal v srbštině, francouzštině, němčině i angličtině.

## Život
Vystudoval geografii na univerzitě v Bělehradě (tehdy Velika skola), kde absolvoval roku 1889. Poté studoval ještě geologii na Vídeňské univerzitě, zde získal titul roku 1893. Poté se vrátil do Bělehradu, kde byl na Filozofické fakultě Bělehradské univerzity jmenován profesorem. Později se stal rektorem školy (1906–1907, znovu 1919–1920), pod jeho vedením vzniklo pět nových fakult - lékařská, zemědělská a teologická v Bělehradě, plus filozofické fakulty ve Skopje a v Subotici. Jeho žák Jovan Erdeljanović se stal prvním profesorem na nově vzniklé katedře etnografie. Roku 1910 Cvijić založil Srbskou geografickou společnost a stal se jejím prvním prezidentem. Tuto pozici držel až do smrti. V roce 1921 byl zvolen prezidentem Srbské královské akademie věd a umění a zůstal jím rovněž až do své smrti.

## Dílo
Již jeho vídeňská diplomová práce Das Karstphanomen, věnovaná krasovým jevům, byla přelomovou a dočkala se mnoha vydání a překladů. Jako první určil ledovcový původ 102 jezer v pohoří Stara planina, čímž výrazně posunul představy o průběhu doby ledové v Evropě.
Když přesunul svůj zájem na lidi, vyslovil některé revoluční myšlenky - například, že člověk je ekologicky senzitivní bytostí a jeho životní prostředí ovlivňuje jeho psychiku (na základě této teze vytvořil i typologii balkánských národů, často kritizovanou). Zavedl též pojem "metastázové hnutí", aby popsal pomalé změny v lidských společnostech. Folkloristická a etnografická data, která sesbíral na Balkáně, byla často vůbec první vědecky získaná data z této oblasti.
Jeho studie mj. sehrály velkou roli při určování státních hranic Jugoslávie po první světové válce, když byl vyslán srbskou vládou na Pařížskou mírovou konferenci (spolu s Mihajlo Pupinem). Za kontroverzní bývá považována jeho podpora ideji Velkého Srbska.
Cvijić získal roku 1918 medaili Univerzity Karlovy a byl zde též jmenován čestným doktorem. Byl rovněž členem české akademie věd.